# Crown Princess
Ne doit pas être confondu avec Princess Crown.
Le Crown Princess est un navire de croisière appartenant à la société Princess Cruises.
Il s'agit du huitième navire de la classe Grande classe de Princess Cruise. Avec l’Emerald Princess et le Ruby Princess ils forment la sous-classe Crown.

## Incident
Le 18 juillet 2006, le Crown Princess, qui venait d'appareiller de Port Canaveral, a brusquement pris de la gîte avant de se redresser tout aussi brusquement. 250 passagers ont été blessés au cours de l'incident, dont 3 sérieusement. Le paquebot de 113 000 tonneaux, capable de transporter 4 300 personnes, dont 3 100 passagers, aurait, officiellement, pris une gîte de 18 degrés. La compagnie évoque une erreur humaine, probablement une erreur de manœuvre du système de stabilisation du navire.